# Собор Пресвятої Богородиці
Собо́р Пресвято́ї Богоро́диці, або Богоро́диця (дав.-гр. Ἡ σύναξις τῆς Ὑπεραγίας Θεοτόκου) — свято, яке Східною православною церквою відзначається на другий день після Різдва Христового — 26 грудня. 

## Обряди та традиції
Вважалося, що це свято для жіноцтва важливіше, ніж Різдво, оскільки пов'язане з Матір'ю Божою. В народі вірили, якщо вагітна жінка, якщо її чоловік, навіть через крайню необхідність, працюватиме в цей день, то у неї народиться дитина з фізичними вадами — шестипала, безпала, або ж зі зрослими пальцями. У цей день починали колядувати й жіночі ватаги.
На Богородицю відвідують бабів, які приймали в них роди, пригощаючи вечерею, а також справляють обіди та панахиди по померлих (начебто вночі всі небіжчики сходяться до храму і їм правлять молитви священники, що також померли). У деяких місцевостях на Галичині до сходу сонця запалювали на подвір'ї дідуха, перестрибували через вогонь і переганяли домашніх тварин, оскільки вночі «мають гуляти відьми».

## Зауваження
1. ↑  Деякими православними церквами святкується 26 грудня (8 січня)  за юліанським календарем, зокрема Єрусалимською, Російською, Сербською, Грузинською, Польською і Македонською православними церквами.